# Escala major

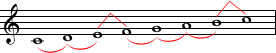
Escala de do major

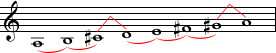
Escala de la major

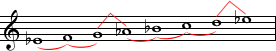
Escala de Mib Major

En música, l'escala major (també anomenada escala diatònica) és una escala heptatònica, és a dir, de set sons o notes, que es caracteritza pel fet que aquests sons estan separats per les distàncies següents: to, to, semitò, to, to, to, semitò. És a dir, els intervals existents entre les diferents notes són de 2a major, exceptuant els compresos entre els graus III/IV i VII/VIII que són de 2a menor. Coincideix amb l'escala del mode jònic.
Si prenem com a centre tonal la nota do, l'escala és la formada per la successió de notes naturals: do, re, mi, fa, sol, la, si, do.
Per transportar l'escala a altres tonalitats, s'han d'afegir les alteracions que calgui per mantenir el mateix esquema d'intervals ja citat.
En tant que incardinada al sistema tonal, els graus de l'escala major s'identifiquen segons la seva funció harmònica. A la taula següent es posa l'exemple de l'escala de do major:
| I   | Do  | Tònica        |
| II  | Re  | Supertònica   |
| III | Mi  | Mediant       |
| IV  | Fa  | Subdominant   |
| V   | Sol | Dominant      |
| VI  | La  | Superdominant |
| VII | Si  | Sensible      |

L'escala major més senzilla d’escriure és Do major, l'única escala major que no requereix sostinguts ni bemolls:
L'escala major té una importància central a la música occidental, particularment a la del període de pràctica comuna i a la música popular. El III grau també s'anomena Modal, ja que és el grau que determina de manera inequívoca el mode de l'escala. El VII grau s'anomena Subtònica quan la distància amb el següent grau (la tònica), és d'un to.
En la música carnàtica, es coneix com a Sankarabharanam. En la música clàssica hindustaní, es coneix com a Bilaval.

## Estructura

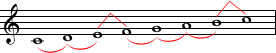
El patró de tons sencers i semitons característic d'una escala major

Una escala major és una escala diatònica. La seqüència d’intervals entre les notes d'una escala major és:
sencer, sencer, meitat, sencer, sencer, sencer, meitat
on sencer representa un to sencer (una corba vermella en forma d'U a la figura) i mig representa un semitò (una línia vermella angular a la figura).
Passos sencers i els semitons s'expliquen matemàticament en un article relacionat, Dotzena arrel de dos. Cal destacar que una octava de temperat igual té dotze semitons espaiats equitativament pel que fa a la relació de freqüències del so. La freqüència del so es duplica per a les notes corresponents d'una octava a la següent. La proporció és 3/2 = 1,5 per a una quinta justa, per exemple de Do a Sol en una escala major, i 5/4 = 1,25 per a una tercera major, per exemple de Do a Mi.
Una escala major es pot veure com dos tetracords idèntics separats per un to sencer. Cada tetracord consta de dos tons sencers seguits d'un semitò (és a dir, sencer, mig).
L'escala major és màximament parell.

### Graus d'escala
Les tríades construïdes en cada grau de l'escala segueixen un patró diferent. L’anàlisi en numeració romana es mostra entre parèntesis.
- 1a: Acord major (I)
- 2a: Acord menor (ii)
- 3a: tríada menor (iii)
- 4a: Tríada major (IV)
- 5a: Tríada major (V)
- 6a: tríada menor (vi)
- 7a: Acord de quinta disminuïda (vii o)

### Qualitats de l'acord de sèptima
Els acords de sèptima construïts en cada grau de l'escala segueixen un patró diferent. L’anàlisi en numeració romana es mostra entre parèntesis.
- 1r: Acord de sèptima major (IM 7)
- 2a: Acord de sèptima menor (ii 7)
- 3a: acord de sèptima menor (iii 7)
- 4a: Acord de sèptima major (IVM 7)
- 5a: Acord de sèptima dominant (V 7)
- 6a: acord de sèptima menor (vi 7)
- 7a: acord de sèptima mig disminuïda (vii ø7)

## Relació amb les tonalitats majors
Si una peça musical (o part d'una peça musical) està en una tonalitat major, les notes de l'escala major corresponent es consideren notes diatòniques, mentre que les notes fora de l'escala major es consideren notes cromàtiques. A més, l’armadura de la peça musical (o secció) generalment reflectirà els alteracions de l'escala major corresponent.
Per exemple, si una peça musical és en Mi ♭ major, les set notes de l'escala de Mi ♭ major (Mi ♭, Fa, Sol, La ♭, Si ♭, Do i Re) es consideren notes diatòniques, i les altres cinc notes (Mi ♮, Fa ♯ /Sol ♭, La ♮, Si ♮ i Do ♯ /Re ♭) es consideren notes cromàtiques. En aquest cas, l'armadura tindrà tres bemolls (Si ♭, Mi ♭ i La ♭).
La figura següent mostra les 12 tonalitats majors i menors relatives, amb les majors a l'exterior i les menors a l'interior disposades al voltant del cercle de quintes.
Els números dins del cercle mostren el nombre de sostinguts  o bemolls a l'armadura, amb els sostinguts  en sentit horari i els bemolls en sentit antihorari a partir de Do major (que no té sostinguts  ni bemolls). La disposició circular depèn de les relacions enharmòniques del cercle, que normalment es calculen en sis sostinguts  o bemolls per a les tonalitats majors de Fa ♯ = Sol ♭ i Re ♯ = Mi ♭ per a les tonalitats menors. Set sostinguts  o bemolls formen tonalitats majors (Do ♯ major o Do ♭ major) que es poden escriure més convenientment amb cinc bemolls o sostinguts  (com a Re ♭ major o Si major).

## Sentit més ampli
El terme escala major també s'utilitza en els noms d'algunes altres escales el primer, tercer i cinquè grau de les quals formen un acord major .
L’escala major harmònica té una sexta menor. Només es diferencia de l’escala menor harmònica en elevar el tercer grau.
L'escala major melòdica és l'escala combinada que va com a ascendent jònic i com a dominant eòlica descendent. Només es diferencia de l'escala menor melòdica en elevar el tercer grau a una tercera major.
L’escala doble harmònica major té una segona menor i una sexta menor. És el cinquè mode de l’escala menor hongaresa.

## Altres notacions i usos
Quan s'expressen els noms de les tonalitats de l'escala major com a abreviatures, l'alfabet del nom de la nota tònica corresponent es pot escriure en majúscula per indicar només el nom de la nota tònica. Per exemple, quan s'expressa la notació anglesa de Do major, es pot abreujar com a C. A més, quan s'expressen els noms de les tonalitats d'escales menors com a abreviatures, l'alfabet romà de la nota tònica corresponent de vegades es fa en minúscula per indicar només el nom de la nota tònica. Per exemple, quan s'expressa la notació anglesa de La menor, s'abrevia com a a.